# Onda de calor na Rússia em 2021

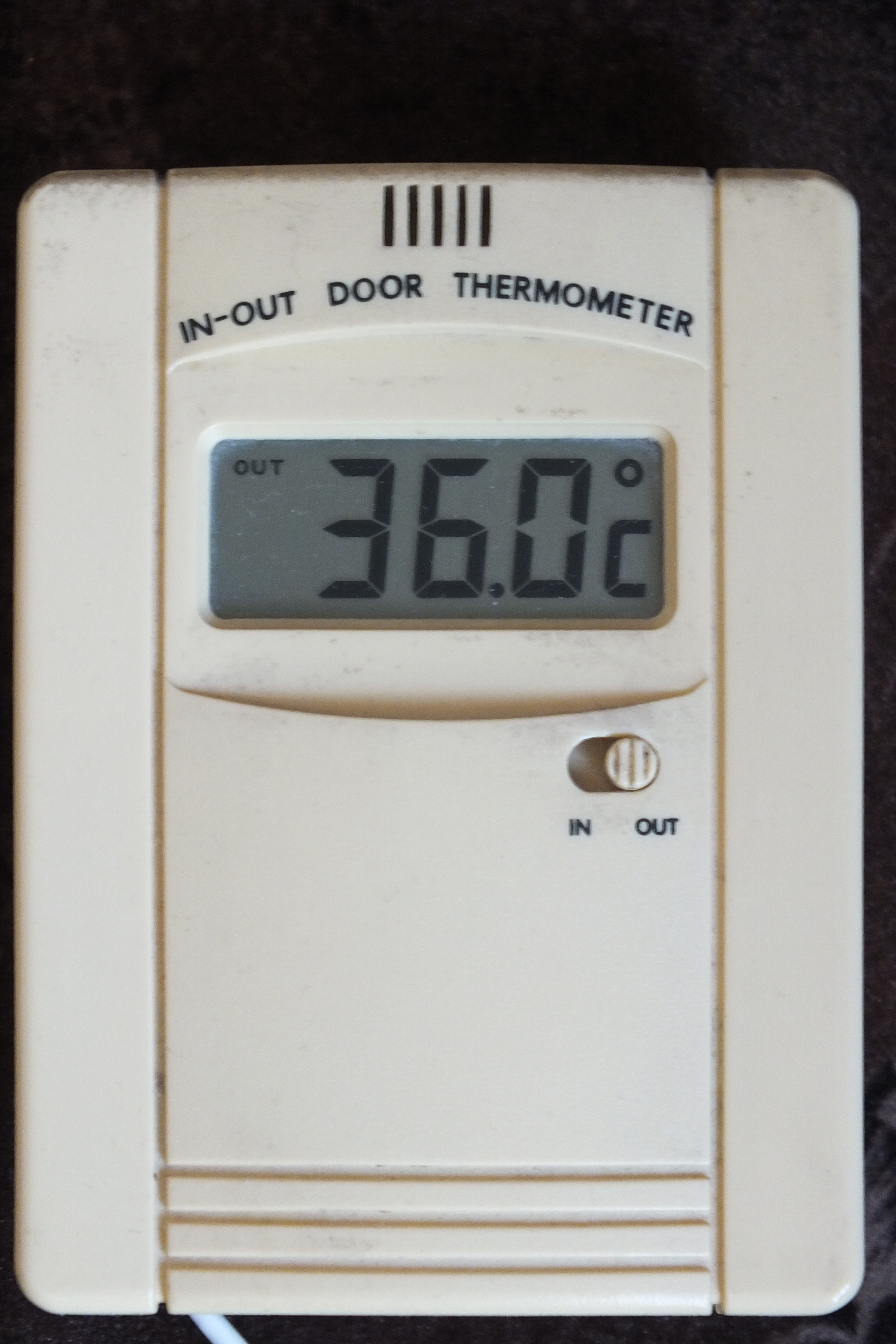
Temperatura de 23 de junho em Moscou (17:18 UTC+3)

Partes da Rússia e da Europa Oriental foram atingidas por uma onda de calor recorde em maio e junho de 2021, com temperaturas no Círculo Polar Ártico acima de 30°C e as mais altas em junho foram registradas em Moscou, que atingiu mais de 34ºC, a primeira vez em 120 anos, e São Petersburgo. A vila de Nizhnyaya Pesha, no Círculo Polar Ártico, chegou a 30ºC. Temperaturas de 20 graus acima da média atingiram a Europa Central e Oriental, com as maiores anomalias centradas na Escandinávia e partes do oeste da Rússia, devido ao efeito de cúpula de calor, similar ao que ocorreu em 2010. Também pelo efeito cúpula de calor, partes da Sibéria registraram temperaturas de 15ºC mais altas que o normal. O 24 de junho deste ano foi o 24 de junho mais quente da história da Rússia.